# International Six Days Enduro

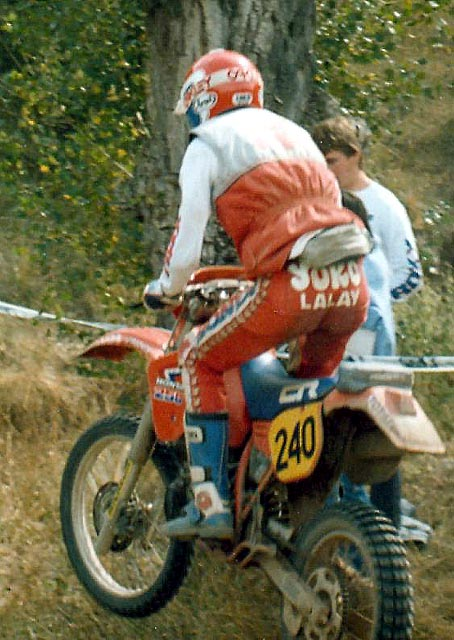
Gilles Lalay tijdens de ISDE 1985

De International Six Days Enduro (ISDE) is een jaarlijkse, zesdaagse endurowedstrijd. Het is een langeafstandsmotorcross en wordt ook wel de Six Days genoemd.
Tijdens de ISDE strijden landenteams om de trophy en de zilveren vaas. De vaas is tegenwoordig vervangen door de ISDE-Cup. Individueel zijn er medailles te winnen.
De naam ISDE wordt ook vaak als typeaanduiding voor de enduromotoren gebruikt. Ook spreekt men wel van de ISDE uitvoering van bijvoorbeeld een crossmotor, bijvoorbeeld de Alfer 125 ISDE of Adler MB 250 Sixdays.
ISDE heette aanvankelijk (van 1913 tot 1981) International Six Days Trial (ISDT).
In 2008 werd de wedstrijd gehouden in Serres, Griekenland.